# Фонтен ле Клервал
Фонтен ле Клервал (фр. Fontaine-lès-Clerval) насеље је и општина у источној Француској у региону Франш-Конте, у департману Ду која припада префектури Монбелијар.
По подацима из 2011. године у општини је живело 253 становника, а густина насељености је износила 22,0 становника/km². Општина се простире на површини од 11,5 km². Налази се на средњој надморској висини од 420 метара (максималној 462 m, а минималној 320 m).

## Демографија
| 1962. | 1968. | 1975. | 1982. | 1990. | 1999. | 2011. |
| ----- | ----- | ----- | ----- | ----- | ----- | ----- |
| 280   | 288   | 304   | 301   | 256   | 242   | 253   |

График промене броја становника у току последњих година